# Cầu Ananuri
Cầu Ananuri (tiếng Gruzia: ანანურის ხიდი, Ananuris khidi) là một cây cầu bắc qua sông Aragvi trong 45 dặm về phía tây của Tbilisi, thủ đô của Georgia. Cây cầu nối với Đường quân sự Gruzia đi qua Khu phức hợp lâu đài Ananuri lịch sử bao gồm hai lâu đài được nối với nhau bằng một bức tường rèm. Nó có thể nhìn thấy từ lâu đài Ananuri.